# Anthurium cerrocampanense
Anthurium cerrocampanense är en kallaväxtart som beskrevs av Thomas Bernard Croat. Anthurium cerrocampanense ingår i släktet Anthurium och familjen kallaväxter. Inga underarter finns listade.